# Não-Intervencionismo
Não-intervencionismo, em política internacional, é a doutrina que indica a obrigação dos Estados de não intervir, direta ou indiretamente, nos assuntos internos de outro Estado com a intenção de afetar ou subordinar sua vontade. Deriva de um princípio do direito internacional público — o princípio de não intervenção ou não ingerência -, que estabelece a soberania do Estado e o direito de autodeterminação dos povos. No Direito Internacional, o princípio de não intervenção inclui, entre outras disposições, a proibição de ameaça ou uso efetivo de força contra a integridade territorial ou a independência política de qualquer Estado (artigo 2.4 da Carta das Nações Unidas).

## História
O conceito de não intervenção foi forjado em 1830, por Talleyrand, no contexto das conversações sobre a independência da Bélgica que se seguiram à revolução belga, que resultou no estabelecimento do Reino da Bélgica, independente do Reino Unido dos Países Baixos. Mais tarde, quando lhe perguntaram sobre o sentido da expressão, Talleyrand respondeu: "É um conceito metafísico e político que significa quase a mesma coisa que intervenção." De fato, Talleyrand entendia que, embora todos os estados devam ser livres da intervenção estrangeira, a questão é: quem irá intervir para evitar tal intervenção. Assim, a doutrina foi aplicada quando a França e a Inglaterra intervieram a fim de impedir que os Países Baixos reprimissem a insurgência belga.
Historicamente, o conceito seria retomado em várias outras situações. A doutrina Monroe (1823), por exemplo, assumida unilateralmente pelos Estados Unidos, reafirma o princípio de não intervenção, com respeito aos europeus e americanos nos respectivos continentes. De mesma forma, o princípio pode ser considerado como um dos principais motivos da não intervenção dos Estados Unidos, de início, na Primeira e na Segunda Guerra Mundial. O princípio da não intervenção foi também usado pela França e pelo Reino Unido durante a guerra civil espanhola (1936-1939), para justificar a recusa desses dois países em intervir no conflito, o que levou à assinatura de um pacto europeu nesse sentido, o qual, embora controlado pelo Comitê de Não Intervenção), acabou sendo violado por vários países (com a ajuda alemã e italiana aos nacionalistas espanhóis, a interferência da URSS, a participação das Brigadas Internacionais, etc.). Mais tarde, os Estados Unidos e a URSS pressionaram Israel, França e Grã-Bretanha para que suspendessem a intervenção militar na crise do canal de Suez, em 1956.
Por algum tempo, a não intervenção tornou-se uma regra firmemente estabelecida no Direito Internacional e na prática das relações internacionais, sendo um dos pilares da Carta das Nações Unidas, elaborada no segundo pós-guerra. Entretanto, a regra logo seria atropelada pelo advento da Guerra Fria, que fez aumentar, em número e em intensidade, as intervenções estrangeiras em questões domésticas de um grande número de países periféricos, sob os mais variados pretextos, tanto para instigar como para conter insurreições. Esses pretextos foram sistematicamente usados para justificar intervenções destinadas a prevenir eventuais "ameaças à paz e à segurança internacional". Assim, a possibilidade de intervenção acabou por ser incluída no Capítulo VII da Carta das Nações Unidas, o qual permite ao Conselho de Segurança da ONU "determinar a existência de qualquer ameaça à paz, perturbação da paz ou ato de agressão" e realizar ações militares e não militares para "restaurar a paz e a segurança internacional". Paralelamente, o poder das Nações Unidas de regular tais intervenções foi consideravelmente reduzido desde a Guerra Fria, em razão do poder de veto dos Estados Unidos e da URSS no Conselho de Segurança.